# Liste d'acronymes argotiques militaires américains
L'argot militaire est un langage familier utilisé par les forces militaires américaines. 
Cette page répertorie quelques acronymes, originaires de l'argot militaire, passées dans plusieurs autres cultures (programmation informatique par exemple). 

## Bohica
Signifie « Bend Over, Here It Comes Again », qui peut être traduite par « Penchez vous en avant, on en remet un coup » (PVOERC). 
L'expression est utilisée pendant la guerre du Viêt Nam par les pilotes de l'US Navy. 
Dans le 7e épisode de la saison 1 de For All Mankind, Gordon « Gordo » Stevens l'utilise pour exprimer sa frustration concernant le retard que prend leur rapatriement sur Terre (à 1 min 9 s du début de l'épisode nommé Salut Bob)[réf. nécessaire].

## Fubar
Signifie « Fucked / Fouled Up Beyond All Recognition/Any Repair/All Reason », qui peut se traduire selon le choix des mots par : 
- Détruit au-delà de toute identification ;
- Bousillé au-delà de toute réparation  ;
- Foutu au-delà du raisonnable .

Fubar, comme Snafu et Susfu, date de la Seconde Guerre mondiale. Le Oxford English Dictionary note le premier usage connu dans Yank, the Army Weekly (7 janvier 1944, p. 8).

## Fubu
Signifie « Fucked/fouled up Beyond all Understanding », soit « Cassé au-delà de toute compréhension ».

## Snafu
Snafu pour « Situation normal: All Fucked Up », soit « Situation normale : c'est le bordel », est un des exemples les plus connus d'argot militaire. L'expression signifie que la situation est mauvaise, mais qu'il s'agit, ironiquement, d'une situation « normale ». Elle est généralement utilisée en plaisantant pour décrire quelque chose qui fonctionne comme prévu.   
On pense[Qui ?] que l'acronyme provient du corps des marines des États-Unis pendant la Seconde Guerre mondiale.   
Le magazine Time a utilisé ce terme dans son numéro du 16 juin 1942 : « La semaine dernière, les citoyens américains savaient que le rationnement de l’essence et la réquisition de caoutchouc étaient Snafu ».
La plupart des ouvrages de référence datent son origine de 1940-1944, en l'attribuant généralement à l'armée des États-Unis. L'auteur américain Rick Atkinson (en) attribue l'origine de Snafu, Fubar, et autres à des GI cyniques voulant ridiculiser le penchant de l'armée pour les acronymes.
L'attribution de « Snafu » à l'armée américaine fait débat : elle a également été attribuée aux Britanniques bien que le Oxford English Dictionary donne son origine et son premier usage enregistré à l'armée américaine.
Le soldat Snafu est le personnage principal d'une série de films d'instruction militaire, dont la plupart ont été écrits par Theodor Seuss Geisel, Philip D. Eastman et Munro Leaf.

## Susfu
Signifie « Situation Unchanged: Still Fucked Up », soit « Situation inchangée : toujours foutu ». Est étroitement lié à « Snafu ».

## Tarfu
Signifie « Totally And Royally Fucked Up » ou « Things Are Really Fucked Up », soit « Totalement et royalement foutu » ou « Les choses sont vraiment foutues ». 
On peut voir un Soldat Snafu, Soldat Fubar et un Matelot Tarfu (et une apparition de Bugs Bunny) dans le court métrage d'animation de l'armée américaine Three Brothers et dans Le soldat Snafu présente le marin Tarfu dans la Navy (tous deux de 1944 et dirigés par Friz Freleng),.